# مونگلین (بوتان)
مونگلین (به لاتین: Mongling) یک منطقهٔ مسکونی در بوتان (کشور) است که در Pemagatshel District واقع شده‌است.
 مونگلین  ۶۶ نفر جمعیت دارد.